# Макгаффин
Макгаффин (англ. MacGuffin) — распространённый в западной нарратологии термин для обозначения предмета, вокруг обладания которым строится фабульная сторона произведения (как правило, приключенческого жанра). Это своего рода механическая формула для конструирования сюжета: завязка построена на поисках того или иного предмета, суть которого, сама по себе, не играет роли.
Термин макгаффин был придуман английским сценаристом Ангусом Макфайлом. В широкий оборот термин вошел после фильма «Тридцать девять ступеней», в интервью Франсуа Трюффо кинорежиссёр Альфред Хичкок говорит, что макгаффин — это в сущности ничто (a McGuffin is nothing at all). «Не важно, что это за вещь; главное, что все хотят ею обладать», — говорит Хичкок, добавляя, что в хорошем макгаффине всегда присутствует элемент непрояснённости.
О происхождении слова Хичкок рассказывал в 1939 году на лекции в Колумбийском университете:
 Вас может заинтересовать, откуда взялся сам термин. Это вроде как шотландская фамилия, взятая из байки про двух людей в поезде. Один спрашивает: «Что там завёрнутое лежит на багажной полке?» Второй отвечает: «А, это Макгаффин». — «А что такое Макгаффин?» — «Ну, это такой аппарат для ловли львов в Шотландском нагорье.» — «Но в Шотландском нагорье нет львов!» — «Ну, значит это не Макгаффин!» Получается, что Макгаффин на самом деле — то, чего вообще нет.
Оригинальный текст (англ.)It might be a Scottish name, taken from a story about two men on a train. One man says, "What's that package up there in the baggage rack?" And the other answers, "Oh, that's a MacGuffin". The first one asks, "What's a MacGuffin?" "Well," the other man says, "it's an apparatus for trapping lions in the Scottish Highlands." The first man says, "But there are no lions in the Scottish Highlands," and the other one answers, "Well then, that's no MacGuffin!" So you see that a MacGuffin is actually nothing at all.

В приключенческих фильмах макгаффин, как правило, демонстрируется зрителю и даже выносится в название фильма («Мальтийский сокол», «Двенадцать стульев», «Бриллиантовая рука», фильмы об Индиане Джонсе). В триллерах с артхаусной составляющей макгаффин может быть определён полушутливо, либо парой слов, и оставаться на протяжении всего фильма вне поля зрения зрителя, что лишний раз подчёркивает условность этого повествовательного приёма.

## Примеры макгаффинов
- «Роузбад» в фильме «Гражданин Кейн» (1941);
- правительственные секреты в «К северу через северо-запад» (1959, режиссёр Хичкок);
- чемоданчик доктора в «Приключения жёлтого чемоданчика» (1970, режиссёр Илья Фрез);
- светящееся содержимое чемоданчика в «Криминальном чтиве» Квентина Тарантино;
- киноплёнка в «Ничего хорошего в отеле Эль Рояль»;
- Ключ от подвала в «Атаке Титанов»;
- бриллиант в «Кровавый алмаз»;
- Техноген в фильме «Техноген» И.Бескрылого
- чемодан в распоряжении восточноевропейской мафии в «Ронине»;
- Ван-Пис в одноимённом аниме;
- Крест-фикс в Дронах-Убийцах;
- 9 компонентов машины времени в фильме Довод.

## В культуре
«Макгаффином» представляется Леон при вселении в отель с Матильдой, в фильме «Леон» (1994).